# Achvarasdal
Achvarasdal is een dorp in Caithness in de Schotse Hooglanden.

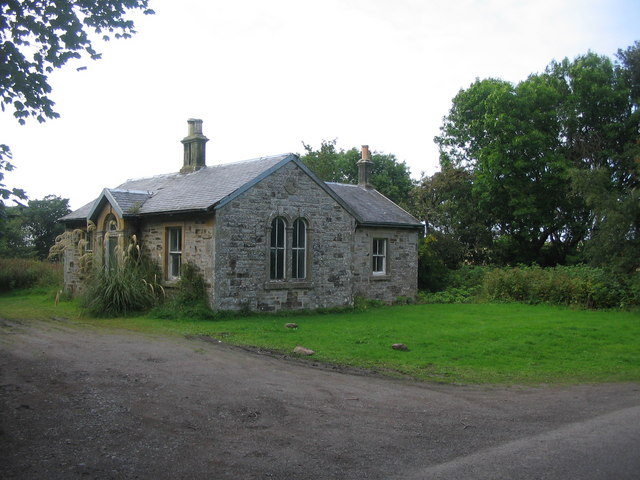
The Gardeners Cottage